# Irishtown
Irishtown (irl. An Baile Gaelach) – dzielnica (ang. district) Dublina usytuowana na południowym brzegu rzeki Liffey, pomiędzy dzielnicami Ringsend i Sandymount. Kod pocztowy Irishtown to Dublin 4.

## Historia
W roku 1171 Dublin został zajęty przez wojska anglo-normańskie, stając się miastem podległym bezpośrednio pod jurysdykcję angielską. Natywna ludność irlandzka została zmuszona do przesiedlenia poza miasto. 
Od XV wieku, migracja ludności gaelickiej z powrotem do miasta spowodowała, że język angielski stał się językiem mniejszości, a liczba Irlandczyków przekroczyła liczbę kolonizatorów. Stało się to powodem ponownego wysiedlenia Irlandczyków z miasta, zgodnie z przyjętą legislacją, zawartą w Statutach z Kilkenny (1454?). Ludność Irlandzka osiadła poza murami miasta, zakładając osadę o nazwie An Baile Gaelach (dosł. miejscowość gaelicka).
W Irlandii znajduje się kilka innych miejscowości o tej samej nazwie i o podobnym podłożu historycznym, m.in. w okolicach Limerick, Kilkenny, Athlone oraz Clonmel.

## Transport
Niedaleko Irishtown przebiega linia kolejowa DART, kierunek: Malahide/Howth - Greystones
- Stacja kolejowa. iarnrodeireann.ie. [zarchiwizowane z tego adresu (2009-07-04)]. DART Lansdowne.
- Stacja kolejowa. iarnrodeireann.ie. [zarchiwizowane z tego adresu (2009-02-14)]. DART Grand Canal Dock.

Połączenie autobusowe z centrum Dublina, zapewniają linie nr 2 i 3:
- Rozkład jazdy autobusów linii nr 2. dublinbus.ie. [zarchiwizowane z tego adresu (2008-10-16)].
- Rozkład jazdy autobusów linii nr 3. dublinbus.ie. [zarchiwizowane z tego adresu (2008-10-21)].